# St. Peter und Paul (Hafenhofen)

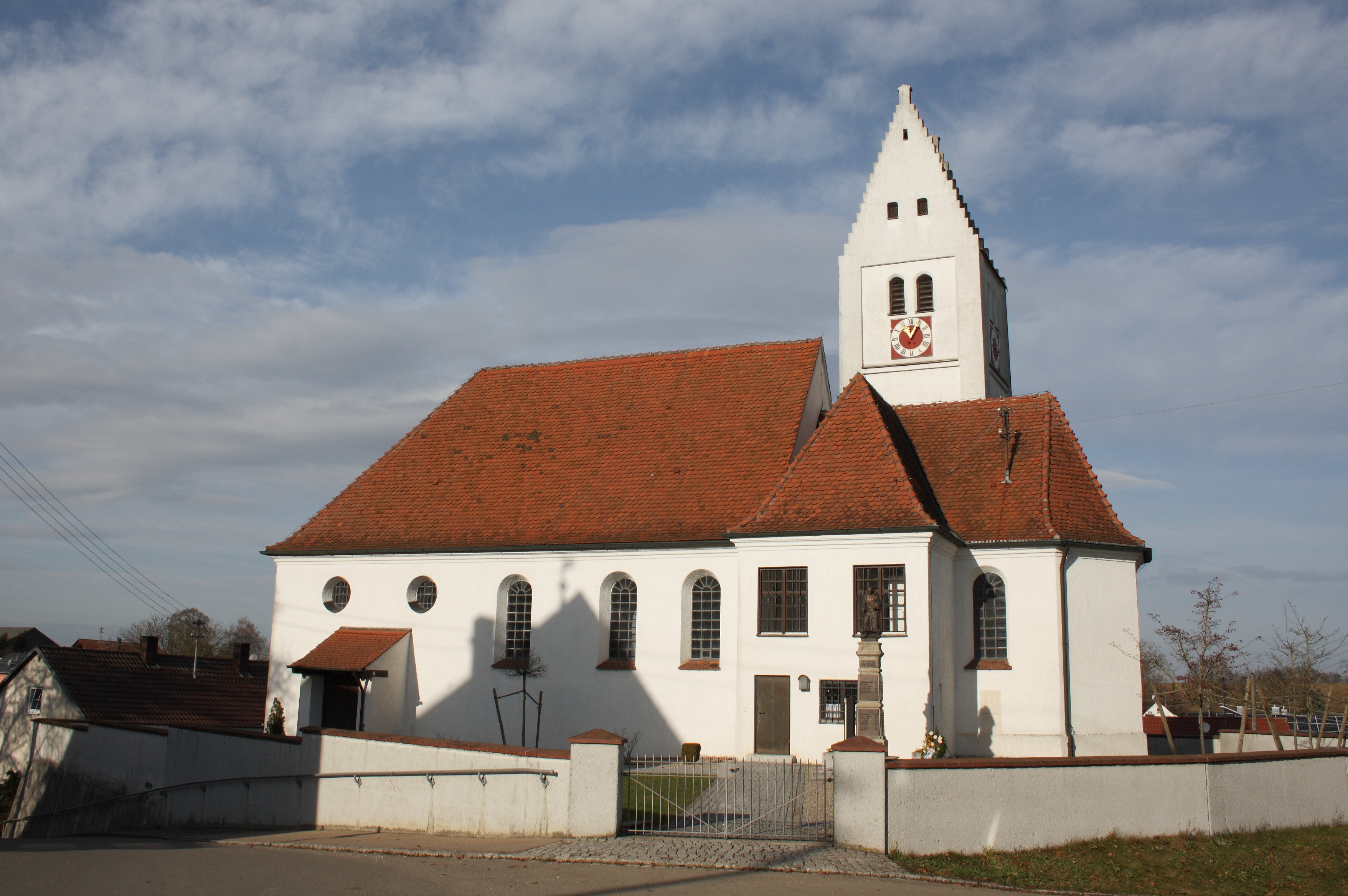
St. Peter und Paul in Hafenhofen

Die römisch-katholische Pfarrkirche St. Peter und Paul steht in Hafenhofen, einem Gemeindeteil von Haldenwang im schwäbischen Landkreis Günzburg in Bayern. Das Bauwerk ist in der Liste der Baudenkmäler in Haldenwang als Baudenkmal unter der Nr. D-7-74-140-7 eingetragen. Die Pfarrei gehört zum Dekanat Günzburg des Bistums Augsburg.

## Beschreibung
Die im Kern gotische Saalkirche wurde 1738 erweitert. Sie besteht aus einem Langhaus, das 1934 nach einem Entwurf von Thomas Wechs nach Westen verlängert wurde, einem eingezogenen, dreiseitig geschlossenen gotischen Chor im Osten, einem Chorflankenturm, der quer mit einem Satteldach zwischen Staffelgiebeln bedeckt ist, an der Nordwand und der Sakristei an der Südwand des Chors. Der mit Fresken und Stuck verzierte Innenraum des Langhauses ist mit einer Flachdecke überspannt. Über dem Chorbogen befindet sich das Wappen der Fugger-Glött. Zur Kirchenausstattung gehören die um 1700 gebauten Seitenaltäre und die Kanzel und der neobarocke Hochaltar.